# Арабский бимбаши
Ара́бский бимбаши́ (от осман. بيڭباشى‎, binbaşı — «майор»; также монгаллеский, англ. Mongallese) — пиджин на основе арабского языка; зародился среди военных в Англо-Египетском Судане и был распространён в период с 1870 по 1920 год как способ коммуникации между египетскими солдатами и неарабоговорящими рекрутами.
Арабский бимбаши стал основой трёх других языков, существующих сегодня: турку в Чаде, нуби в Кении и Уганде, и джуба в Южном Судане.